# Амбрі (міфологія)
Амбрі (груз. ამბრი) — у грузинській міфології велетень, що відрізняється величезною силою, зростом і вагою. У циклі сказань про Амірані з Амбрі пов'язаний міф про поховання заживо — його, ще живого, везуть до місця поховання дванадцять пар волів, а в дорозі його нога, повиснувши з воза, як плуг оре землю.
Ймовірно, що образ Амбрі виник в середовищі землеробського населення.